# Miroslav Bošković
Miroslav Bošković (en serbio: Мирослав Бошковић; Belgrado, Yugoslavia; 3 de enero de 1947 – Danilovgrad, Montenegro; 17 de agosto de 2023) fue un futbolista serbio que jugó en la posición de defensa.

## Carrera

### Club
| Periodo   | Club                |
| --------- | ------------------- |
| 1964-1965 | NK Zadar            |
| 1965-1973 | HNK Hajduk Split    |
| 1973-1975 | FK Partizan         |
| 1975–1978 | Angers SCO          |
| 1978–1979 | FK Sinđelić Beograd |

### Selección nacional
Jugó para Yugoslavia en seis ocasiones de 1968 a 1972.

## Logros
- Primera Liga de Yugoslavia (1): 1970/71
- Copa de Yugoslavia (3): 1965/66, 1971/72, 1972/73
- Ligue 2 (1): 1976